# Château de Tubœuf
Ne doit pas être confondu avec Château de Thubœuf.
Le château de Tubœuf est une demeure du XVIIe siècle qui se dresse sur le territoire de l'ancienne commune française de Tubœuf, dans le département de l'Orne, en région Normandie.
Le château, propriété privée non ouvert à la visite, est partiellement protégé aux monuments historiques.

## Localisation
Le château est situé à Tubœuf, commune intégrée au territoire de Saint-Michel-Tubœuf, dans le département français de l'Orne.

## Historique
Le château fut élevé vers 1640 par Jean Courtin qui obtint l'érection de la terre en marquisat. Au XVIIIe siècle, le château passe au marquis de Fribois, puis à Nicolas-René Berryer, lieutenant de police de Paris.

## Description
Le château, bel édifice de style classique, bâti en pierre et brique, qui est resté inachevé comme l'indique l'absence de l'aile droite, ainsi que des lucarnes ouvragées qui auraient dû terminer les travées de fenêtres.

## Protection aux monuments historiques
Les façades et les toitures du château, des quatre pavillons de la cour d'honneur et des écuries ; la cour d'honneur et les murs qui la bordent, les douves sèches et le pont dormant ; les façades et les toitures des deux pavillons d'entrée et de la grange ; les façades et toitures de l'orangerie ; le petit parc, y compris le potager et ses murs (délimité par plan annexé à l'arrêté) sont classés au titre des monuments historiques par arrêté du 14 décembre 1992.